# Ferrucio Calusio
Ferrucio Calusio (* 22. Dezember 1889 in La Plata; † 6. März 1983 in Buenos Aires) war ein argentinischer Dirigent.

## Leben und Werk
Ferrucio Calusio studierte in seiner Heimatstadt La Plata am Conservatorio Santa Cecilia, 1909 in Mailand und 1912 bei Max Reger.
Als Stellvertreter Toscaninis dirigierte er 1931 am Teatro del Varme in Mailand, daneben auch an der Scala sowie als Gastdirigent in Italien, Paris und Madrid.
Ferrucio Calusio kehrte nach Argentinien zurück und wurde 1923 Dirigent und 1927 Erster Dirigent am Teatro Colón in Buenos Aires.
1949 wurde Ferrucio Calusio Dirigent des Orquesta sinfónica municipal und 1950 des Orquesta sinfónica del Estado in Buenos Aires. 1970 ging er in den Ruhestand.
Er starb am 6. März 1983 im Alter von 93 Jahren in Buenos Aires.